# Giao thông Đà Nẵng
Đà Nẵng là một trong năm thành phố trực thuộc trung ương của Việt Nam, nằm tại vùng Duyên hải Nam Trung Bộ, trên trục giao thông huyết mạch Bắc - Nam về cả đường bộ, đường sắt, đường biển và đường hàng không. Thành phố còn là điểm cuối trên Hành lang Kinh tế Đông - Tây đi qua các nước Myanma, Thái Lan, Lào và Việt Nam.

## Đường bộ

### Hệ thống đường bộ

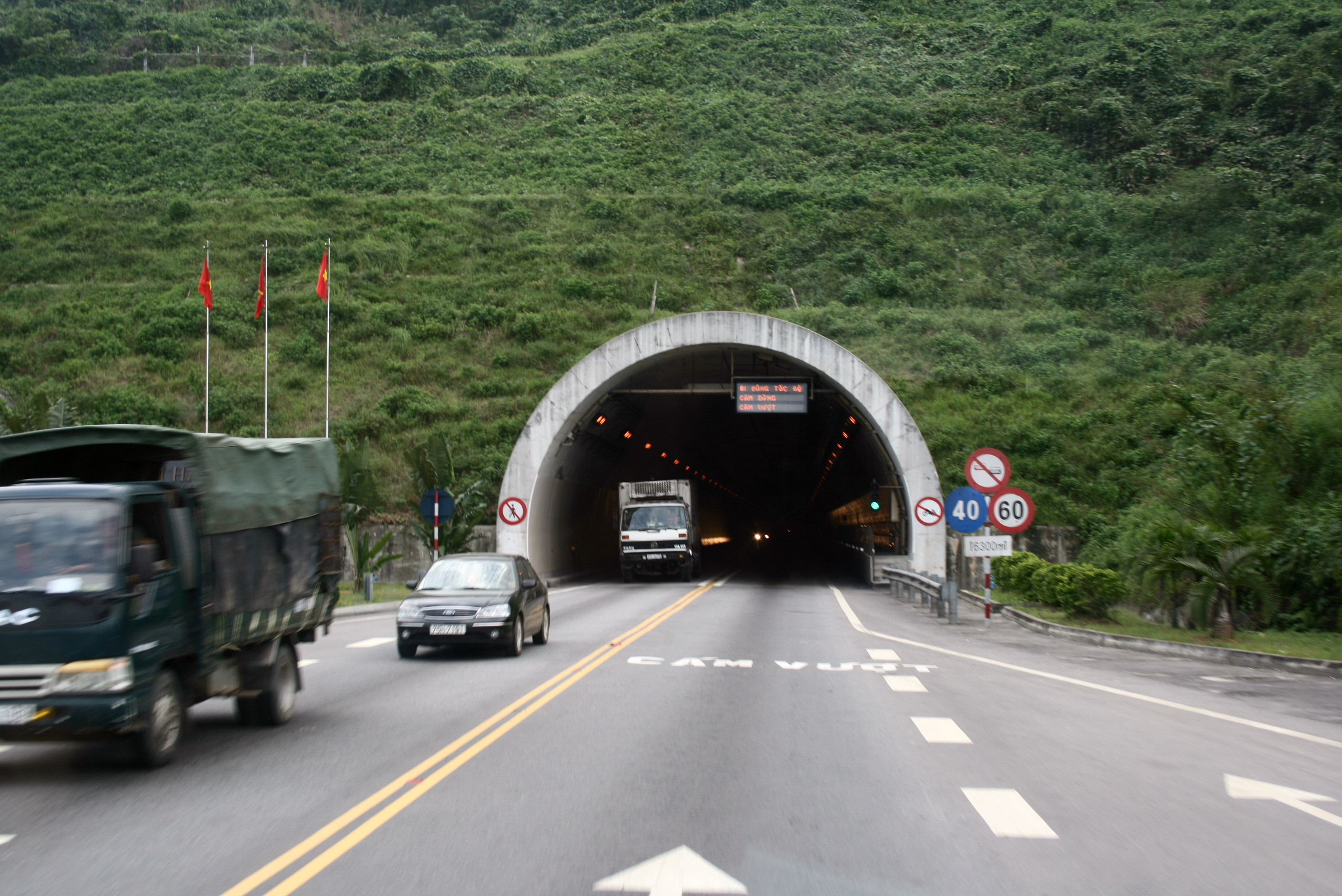
Cửa hầm Hải Vân (phía Bắc).

Thành phố Đà Nẵng kết nối với các địa phương trong nước thông qua hai đường quốc lộ: Quốc lộ 1 cùng với đường cao tốc Bắc – Nam phía Đông, nối Đà Nẵng với các tỉnh ở hai đầu Bắc, Nam và Quốc lộ 14B cùng với đường cao tốc Bắc – Nam phía Tây nối Đà Nẵng với các tỉnh miền Nam Trung Bộ và Tây Nguyên của Việt Nam. Việc đưa vào sử dụng hầm đường bộ Hải Vân khiến cho thời gian lưu thông được rút ngắn và giảm tai nạn giao thông trên đèo Hải Vân. Ngoài ra, việc đưa vào sử dụng hai cao tốc tiểu vùng là Đà Nẵng - Quảng Ngãi và La Sơn - Tuý Loan sẽ giúp hệ thống giao thông Vùng kinh tế trọng điểm miền Trung được kết nối và đảm bảo.
Hiện nay, Đà Nẵng đang xúc tiến Hành lang Kinh tế Đông-Tây 2 (Quốc lộ 14D) từ Đà Nẵng – cửa khẩu Đak-ốc (tỉnh Quảng Nam)-huyện Đăc Chưng (tỉnh Sekong)-thị xã Pakse (tỉnh Champasak, Lào)-Ubon Ratchathan (Thái Lan), điểm cuối Cảng Liên chiểu. Tại đây có thể nối vào hệ thống giao thông của Thái Lan. Sự có mặt của Hành lang Kinh tế Đông-Tây 2 sẽ thuận lợi về nhiều mặt trong vận chuyển hàng hóa, hành khách, đóng góp đáng kể vào sự phát triển kinh tế, du lịch, văn hóa giữa 3 nước Việt Nam-Lào-Thái Lan

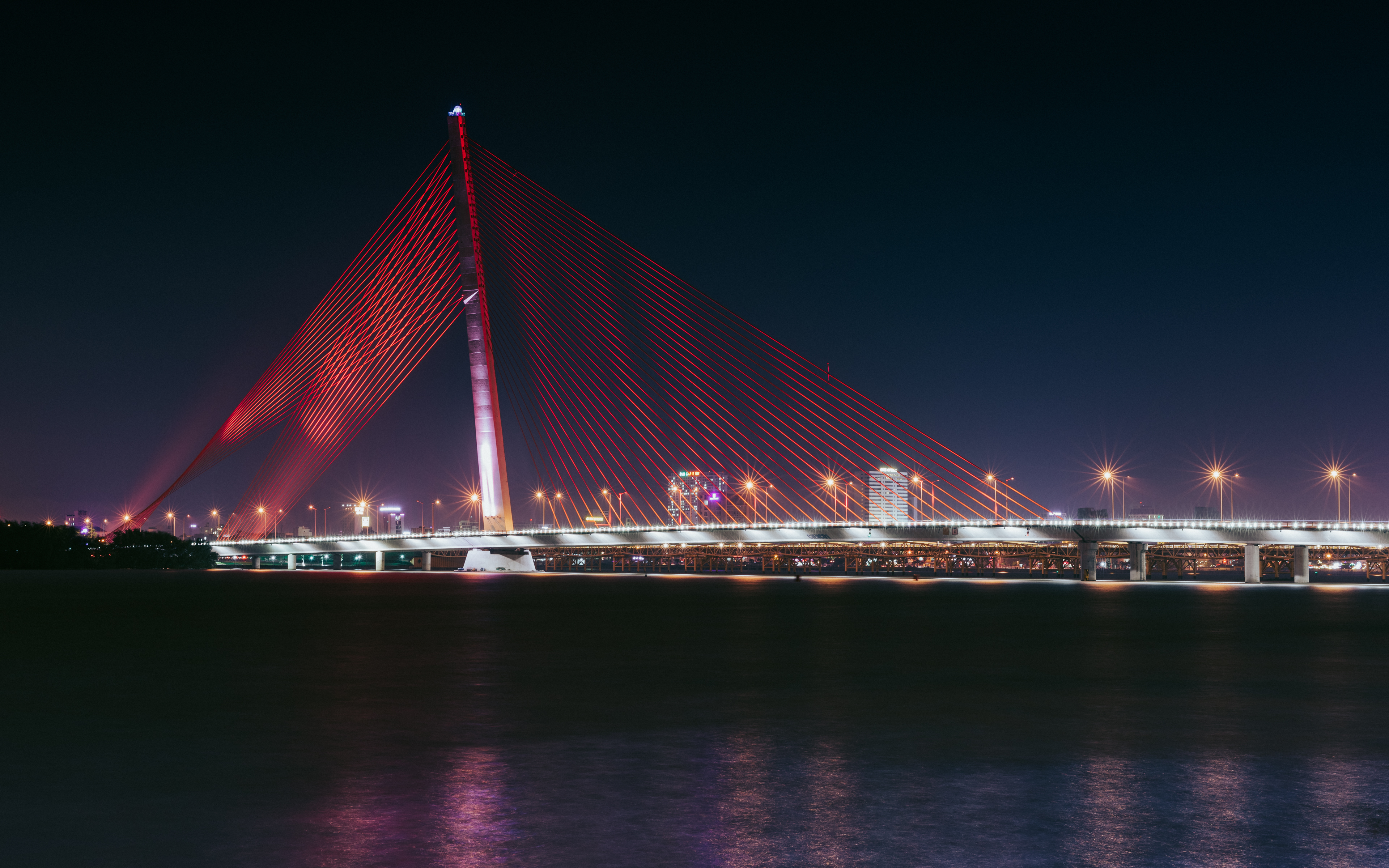
Cầu Trần Thị Lý

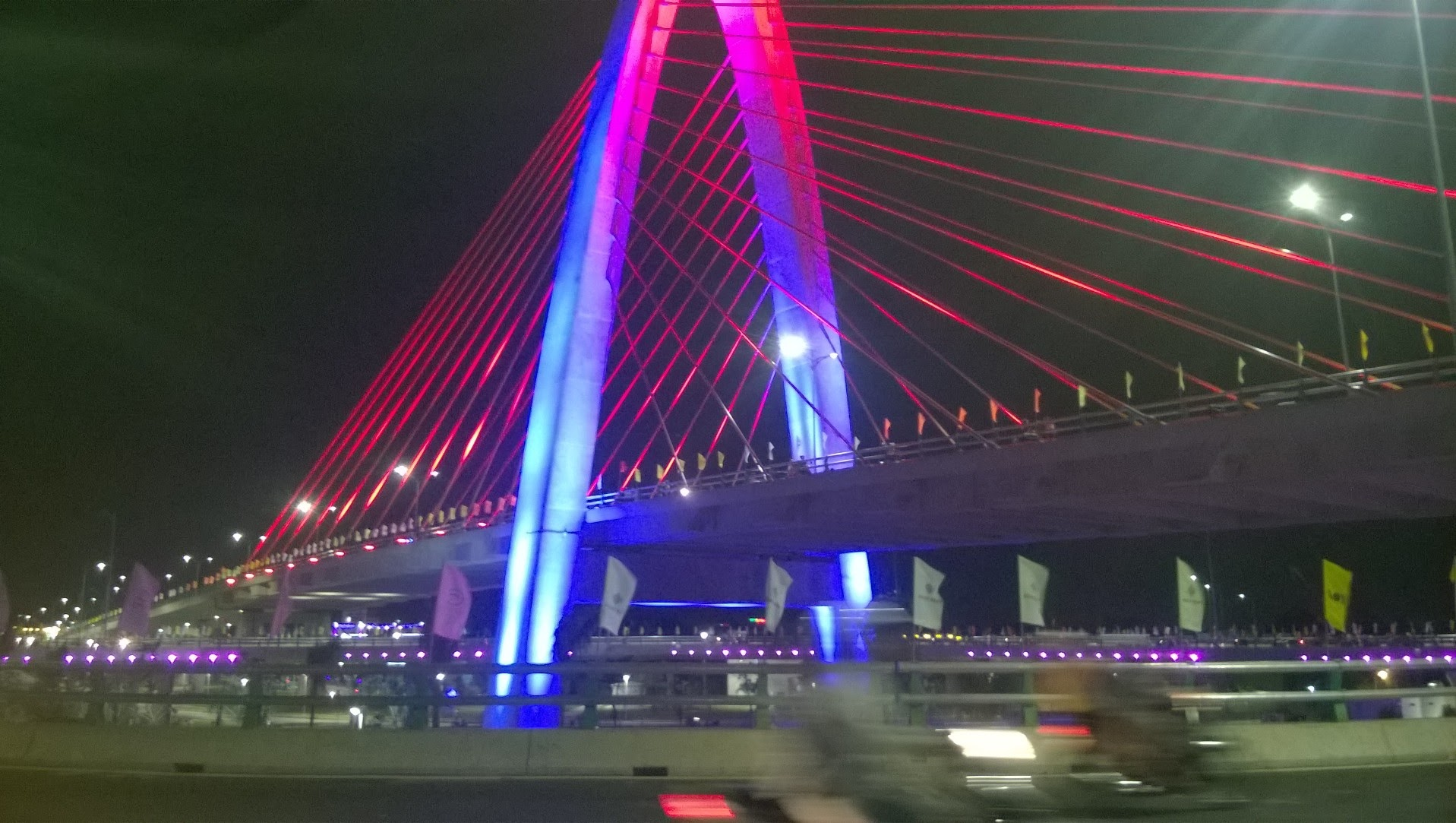
Cầu vượt Ngã Ba Huế

Thành phố Đà Nẵng cũng đã có những bước tiến trong giao thông nội thị. Hạ tầng giao thông nội ô được xây dựng khá hoàn chỉnh với mạng lưới giao thông tiếp nối với các đường vành đai của thành phố khiến cho Đà Nẵng là một trong ít đô thị ở Việt Nam ít khi phải đối mặt với tình trạng tắc đường. Nhiều con đường cũ đã được mở rộng và kéo dài. Đường Hoàng Sa - Võ Nguyên Giáp - Trường Sa chạy dọc bờ biển theo hướng nam nối Đà Nẵng với Hội An được mệnh danh là "con đường 5☆" của Đà Nẵng vì là nơi tập trung hàng loạt nhà hàng, khách sạn, khu nghỉ dưỡng cao cấp 4☆ và 5☆ đạt tiêu chuẩn quốc tế. Nhiều cây cầu đã được xây dựng bắc qua sông Hàn như cầu Thuận Phước, cầu Sông Hàn, Cầu Rồng, cầu Nguyễn Văn Trỗi, cầu Trần Thị Lý... không chỉ tạo nên những cảnh quan đẹp phục vụ du khách tham quan thành phố mà còn có ý nghĩa quan trọng trong việc điều tiết giao thông.
Ngày 29 tháng 3 năm 2015, thành phố khánh thành cầu vượt khác mức Ngã Ba Huế ở cửa ngõ phía tây, giúp xóa "điểm đen" tai nạn giao thông giữa Quốc lộ 1 và tuyến đường sắt Bắc Nam. Đây là cầu vượt ba tầng đầu tiên lớn nhất Việt Nam.
Ngày 30 tháng 4 năm 2017, hầm chui phía tây cầu Sông Hàn chính thức thông xe sau 7 tháng thi công, giúp giảm ùn tắc giao thông nút giao tây cầu sông Hàn, nhất là trên các tuyến đường Trần Phú và Lê Duẩn.

### Hệ thống xe buýt
Danh sách này gồm các tuyến xe buýt hoạt động nội tỉnh và liên tỉnh và liên vận quốc tế đi qua thành phố Đà Nẵng do các cơ quan chức năng Đà Nẵng công bố tuyến.
| Tuyến | Tuyến | Đầu bến                   | Đầu bến | Đầu bến                            | Cự ly (km) | Thời gian hoạt động                       | Tần suất (phút/chuyến) | Vận hành bởi | Ghi chú       |
| ----- | ----- | ------------------------- | ------- | ---------------------------------- | ---------- | ----------------------------------------- | ---------------------- | ------------ | ------------- |
| LK01  | LK01  | Đà Nẵng Bến xe Trung tâm  | ↔       | Huế Bến xe phía Nam                | 100        | 5:30 - 19:00                              | 15                     | Hợp tác xã   | Không trợ giá |
| 02    | 02    | Bến xe Trung tâm          | ↔       | Đại học Việt Hàn                   | 30,5       | 5:45 - 18:00                              | 15-30                  | Futabuslines |               |
| 02    | LK02  | Đà Nẵng Đại học Việt Hàn  | ↔       | Hội An Cửa Đại                     | 23,2       | Không trợ giá                             |                        | Futabuslines |               |
| 03    | 03    | Sân bay Đà Nẵng           | ↔       | Khu du lịch Bà Nà Hills            | 25         | Sân bay: 7:00 - 18:00 Bà Nà: 8:00 - 19:00 | 30                     | Futabuslines | Không trợ giá |
| 04    | 04    | cầu Trần Thị Lý           | ↔       | Hòa Tiến                           | 15,6       | 5:45 - 19:00                              | 20-30                  | Quảng An 1   |               |
| 05    | 05    | Khu chung cư Hoà Hiệp Nam | ↔       | Công viên Biển Đông                | 18,9       | 5:30 - 19:00                              | 10-30                  | Futabuslines |               |
| 06    | 06    | Sân bay Đà Nẵng           | ↔       | Non Nước                           | 15,75      | 5:45 - 18:00                              | 30-45                  | Quảng An 1   |               |
| 07    | 07    | Xuân Diệu                 | ↔       | Ngã ba Tứ Câu Hòa Phước            | 20,2       | 5:30 - 29:00                              | 10-30                  | Futabuslines |               |
| 08    | 08    | Vũng Thùng                | ↔       | Phạm Hùng                          | 15         | 5:30 - 19:00                              | 10-30                  | Futabuslines |               |
| 09    | 09    | Bệnh viện Ung Bướu        | ↔       | Phạm Hùng                          | 16         | 5:30 - 19:00                              | 15                     | Futabuslines | Không trợ giá |
| 10    | 10    | Sân bay Đà Nẵng           | ↔       | Thọ Quang                          | 10,5       | 5:45 - 18:00                              | 15-45                  | Quảng An 1   |               |
| 11    | 11    | Xuân Diệu                 | ↔       | Bệnh viện Phụ sản-Nhi (600 giường) | 14         | 5:30 - 19:00                              | 10-30                  | Futabuslines |               |
| 12    | 12    | Xuân Diệu                 | ↔       | Phạm Hùng                          | 16,6       | 5:30 - 19:00                              | 10-30                  | Futabuslines |               |
| 13    | 13    | Bệnh viện Ung Bướu        | ↔       | Đại học Việt Hàn                   | 19         | 5:30 - 19:00                              | 15                     | Futabuslines | Không trợ giá |
| 14    | 14    | Cảng Sông Hàn             | ↔       | Khu Công nghệ cao                  | 26,1       | 5:30 - 19:00                              | 15                     | Futabuslines | Không trợ giá |
| 15    | 15    | Bến xe Trung tâm          | ↔       | Bến xe Phía nam                    | 13,4       | 5:45 - 18:00                              | 15-45                  | Quảng An 1   |               |
| 16    | 16    | Kim Liên                  | ↔       | Đại học Việt Hàn                   | 32,63      | 5:30 - 19:00                              | 15-30                  | Quảng An 1   |               |
| 17    | 17    | Cảng Sông Hàn             | ↔       | Nghĩa trang Gò Cà Hòa Khương       | 25,8       | 5:45 - 19:00                              | 15-30                  | Quảng An 1   |               |
| 21    | 21    | Bến xe trung tâm          | ↔       | Bến xe phía Nam                    | 18         | 5:00 - 17:30                              | 15-25                  | Futabuslines |               |
| 21    | LK21  | Đà Nẵng Bến xe phía Nam   | ↔       | Tam Kỳ                             | 56,5       | 4:45 - 17:30                              | Không trợ giá          | Futabuslines |               |

các tuyến LK sử dụng chung hạ tầng với các chuyến cùng số hiệu, hành khách không cần đổi xe

## Đường thủy
Với một vị trí đặc biệt thuận lợi về giao thông đường biển, nằm gần với đường hàng hải quốc tế, Cảng Đà Nẵng là cảng biển lớn nhất của miền Trung. Cảng Đà Nẵng có độ sâu trung bình từ 15 – 20 m, có khả năng tiếp nhận các tàu lớn có trọng tải đến 40.000 tấn. Năm 2018, sản lượng hàng hóa qua Cảng Đà Nẵng chính thức đạt mốc 8,5 triệu tấn, trong đó sản lượng container đạt gần 380.000 TEU, số lượt tàu đạt gần 1.850 lượt, trong đó tàu container gần 1.130 lượt. Cảng Đà Nẵng tiếp tục giữ vững vị thế là cảng số 1 ở khu vực miền Trung và là một trong những cảng biển lớn hiện đại nhất Việt Nam. Cảng Đà Nẵng cũng góp phần phát triển du lịch của thành phố thông qua việc đón 95 lượt tàu du lịch với gần 188.000 hành khách và thuyền viên. Hiện tại, cảng Đà Nẵng mỗi tuần đón khoảng 26 tàu container cập cảng làm hàng. Các hãng container hàng đầu thế giới đều đã có mặt ở Cảng Đà Nẵng như Wanhai, Maersk Lines, Evergreen, MSC, SITC, Yangming... Thành phố Đà Nẵng cũng đang xúc tiến xây dựng bến cảng Liên Chiểu có tổng vốn đầu tư 34.000 tỷ đồng chia làm 3 giai đoạn và sẽ đưa vào sử dụng vào năm 2030. Tháng 3 năm 2021, bến cảng Liên Chiểu đã được thủ tướng chính phủ thông qua quyết định phê duyệt chủ trương đầu tư phần cơ sở hạ tầng dùng chung. Hệ thống cảng Đà Nẵng là cảng biển loại I, được kỳ vọng từng bước phát triển để đảm nhận vai trò cảng cửa ngõ quốc tế ở khu vực miền Trung (loại IA). Trong tương lai, khi bến cảng Liên Chiểu với công suất 20 triệu tấn/năm được xây dựng xong thì hệ thống cảng Đà Nẵng được nối liền với Cảng Kỳ Hà, Cảng Dung Quất ở phía nam sẽ trở thành một cụm cảng liên hoàn lớn, giữ vị trí quan trọng trên tuyến hàng hải Đông Nam Á và Đông Bắc Á.

## Đường hàng không
Sân bay Quốc tế Đà Nẵng là một trong ba sân bay quốc tế lớn nhất, quan trọng nhất Việt Nam (sau Nội Bài và Tân Sơn Nhất). Trục Nội Bài - Đà Nẵng - Tân Sơn Nhất là đường bay nội địa nhộn nhịp nhất Việt Nam. Ngoài ra, đường hàng không Đà Nẵng có thể nối trực tiếp với Singapore, Siêm Riệp, Bangkok, Đài Bắc, Quảng Châu, Thượng Hải, Bắc Kinh, Hồng Kông, Ma Cao, Seoul, Busan, Tokyo, Osaka, Nagoya, Doha, Kuala Lumpur, Jakarta, Moskva, New Delhi, Phnôm Pênh, Viêng Chăn...Từ khi được đầu tư xây mới 2 nhà ga nội địa và quốc tế vào năm 2010 và năm 2017, sân bay Quốc tế Đà Nẵng với 84 quầy thủ tục và các tiện nghi hiện đại khác đã đảm bảo phục vụ hơn 10 triệu lượt khách/năm và 15 triệu lượt khách/năm từ năm 2020 trở đi, tiếp nhận 400.000 - 1.000.000 tấn hàng/năm. Sân bay đã có kế hoạch nghiên cứu mở rộng nhà ga T1, T2 và xây dựng nhà ga T3 để đạt mức 30 triệu hành khách/năm vào năm 2030. Tính đến năm 2019, từ Đà Nẵng đã có 16 tuyến bay nội địa, 48 tuyến đường bay đi quốc tế trong đó có 23 đường bay trực tiếp thường kỳ và 25 đường bay trực tiếp thuê chuyến với công suất 15,5 triệu lượt khách 